# Luga
Luga (en ruso: Луга; Finés: Laukaa; Votio: Laugaz) es una ciudad de la óblast de Leningrado, en Rusia. Centro administrativo del raión de Luga. Está ubicada a orillas del río Luga, 140 km al sur de San Petersburgo. Cuenta con una población de 38.106 habitantes (Censo de 2010).
La ciudad desempeñó un papel fundamental en la Segunda Guerra Mundial, pues detuvo el avance germano sobre Leningrado (nombre soviético de San Petersburgo), de esta forma, retrasó el asedio de Leningrado por cerca de un mes. La ocupación alemana de Luga se extendió desde el 24 de agosto de 1941 al 12 de febrero de 1944. En 1977, le fue concedida Orden de la Segunda Guerra Mundial.
Luga es el centro administrativo del Distrito de Luga (Luzhski raión) de la óblast de Leningrado, y el principal centro de transporte, industria, agricultura y comercio del sur de San Petersburgo. Alberga la Universidad de Cirilo y Metodio, tres institutos de Educación técnica, y seis escuelas. Cuenta con una línea férrea que conecta Luga con las vecinas ciudades de San Petersburgo, Pskov y Nóvgorod. 

## Historia
La ciudad fue fundada a orillas del río Luga, el 3 de agosto de 1777, por orden de Catalina la Grande. Los locales dividen el desarrollo de la ciudad en seis etapas:
- Construcción inicial (1777 - 1800).
- Ascenso de la población a 3.000 habitantes (1810 - 1860).
- Desarrollo urbano y social (1870 - 1910).
- Desarrollo soviético, de acuerdo al típico plan de ciudades pequeñas (1926 - 1950).¨
- Reconstrucción de la estructura de la ciudad histórica (1960 - 1995)
- Transición a ciudad de mercado agrario (1995 - 2005).

## Ciudades hermanadas
- Mikkeli, Savonia del Sur, Finlandia Oriental, Finlandia.